# Tottenham
Denne artikkelen handler om området Tottenham. For fodboldklubben, se Tottenham Hotspur F.C.
Tottenham er et sted i bydelen Haringey i det nordlige London. Det var oprindeligt et landområde i Middlesex, og blev senere et eget bydistrikt. I 1934 blev det en valgkreds (borough), og i 1965 en del af Haringey og dermed også Greater London. Tottenham voksede frem ved den romerske vej Ermine Street. 
Frem til 1870'erne boede få mennesker i området, men så introducerede Great Eastern Railway specielle togruter som arbejdere havde råd til, og som de kunne bruge til at pendle til arbejde. Det blev efterfølgende bygget mange billige arbejderboliger i Tottenham, noget som over tid førte til at området blev en forstad til London. 
Floden Lea i udkanten af Tottenham udgjorde østgrænsen for valgkredsen Tottenham og grænsen mellem Middlesex og Essex. Før det var den også grænse for Danelagen. Den markerer i dag grænsen mellem Haringey og Waltham Forest. 
Tottenham er hjemsted for Tottenham Hotspur FC.

## Tilstødende områder
- Noel Park
- Palmers Green
- St Ann's
- Tottenham Hale
- Upper Edmonton
- Walthamstow
- West Green
- Wood Green

51°35′51″N 0°04′05″V / 51.5975°N 0.0681°V